# Bialanguena
Bialanguena est un village du Cameroun situé dans la région du Centre et le département du Mbam-et-Kim. Il fait partie de la commune de Mbangassina. 

## Population
En 1965, Bialanguena comptait 558 habitants, principalement des Kombe. Lors du recensement de 2005, la localité comptait 936 habitants.